# The Dallas Morning News
The Dallas Morning News (произносится Зэ Даллас Монин Ньюз — «Утренние новости Далласа») — ежедневная широкополосная газета города Даллас, штат Техас, США.

## История
Первый выпуск газеты увидел свет 1 октября 1885 года под названием Morning News (рус. Утренние новости). Основателем издания был Альфред Бело, в то время Morning News являлась приложением к газете Galveston County Daily News (ныне — The Daily News, издаётся с 1842 года — старейшая газета штата).
К 1888 году газета состояла из 8—12 страниц по будням и из 16 по воскресеньям.
В 1926 году наследники Бело продали бо́льшую часть этого бизнеса Джорджу Дили, бизнесмену, который на протяжении многих лет был издателем этой газеты. В 1991 году с рынка Далласа ушёл основной конкурент The Dallas Morning News — Dallas Times Herald, существовавшая больше века. После пяти лет ожесточённого рекламно-маркетингового противостояния Уильям Синглтон, владелец не только Dallas Times Herald, но и всей компании MediaNews Group, 8 декабря 1991 года был вынужден продать газету компании A. H. Belo за 55 миллионов долларов, и на следующий же день Dallas Times Herald была закрыта.
С 2005 года выходят несколько еженедельных приложений к газете, зовущихся Neighborsgo. Они распространяются в пригородах Далласа и имеют зону охвата около 340 000 домохозяйств. По состоянию на конец 2014 года число локальных приложений достигло двенадцати.
По состоянию на начало 2013 года The Dallas Morning News занимала 12-е место в списке газет США с самым большим тиражом.

### Тираж
будни / воскресенье
- 1895 год — 17 000 экземпляров
- 1906 — 38 000
- 1928 — 86 000
- 1950 — 150 000
- 1968 — 346 273 / 276 000
- 1994 — 527 300 / 814 400
- 2003 — 525 532 / 784 905[7]
- 2013 — 410 130 / 700 649[9]

## Награды
Пулитцеровская премия
- 1986[англ.] — За раскрытие национальной темы
- 1989[англ.] — За мастерство
- 1991 — За художественную фотографию
- 1992[англ.] — За выдающееся расследование
- 1993[англ.] — За новостную фотографию
- 1994[англ.] — За международный репортаж
- 2004[англ.] — За новостную фотографию
- 2006[англ.] — За новостную фотографию
- 2010[англ.] — За редакционный комментарий[10]

Премия Джорджа Полка
- 1990 — За национальный репортаж — Гейл Ривз[англ.], Дэвид Ханнерс и Дэвид Маклемор[11]
- 1994 — За образовательный репортаж — Оливия Толли[10]

Overseas Press Club Awards
- 2001 — За фоторепортаж из-за границы — Шерил Диас Мейер[10]